# Микулаш I (князь Опавский)
Микулаш I Опавский (чеш. Mikuláš I Opavský, пол. Mikołaj I opawski; около 1255 — 25 июля 1318) — внебрачный сын чешского короля Пржемысла Оттокара II, основатель силезской ветви династии Пржемысловичей.

## Биография
Микулаш был внебрачным сыном чешского короля Пржемысла Оттокара II от Агнессы фон Кюнринг, придворной дамы королевы Маргариты фон Бабенберг. В октябре 1260 года отец попытался узаконить его и сделать наследником трона, на что запросил согласия папы Александра IV. Папа дал согласие на то, чтобы Микулаш стал считаться законнорожденным сыном, но в папской булле содержалась поправка, согласно которой права наследования не распространялись на чешский престол. Пржемысл Отакар II принял это решение, поскольку оно упростило ему расставание с первой женой, Маргаритой фон Бабенберг.
В ноябре 1269 года король Пржемысл Отакар II выделил в Моравии для Микулаша самостоятельное Опавское княжество.
Симон Кезский в «Деяниях гуннов и венгров» писал, что в битве на Моравском поле в 1278 году Микулаш дрался рядом со своим отцом. После поражения чехов в этой битве Микулаш провёл два года в венгерском плену, был выкуплен в 1281 году, после чего вернулся в своё княжество. В его отсутствие в Опаве проживала Кунгута Ростиславна, вдова покойного Пржемысла Оттокара II, со своим любовником и будущим мужем, влиятельным чешским магнатом Завишей из Фалькенштейна. Микулаш предъявил свои права на княжество, и Кунгута с Завишей вынуждены были покинуть Опаву. Вскоре после этого началось сближение Микулаша с королем Германии Рудольфом Габсбургом, рассматривавшего Микулаша в качестве противовеса Завише из Фалькенштейна. Этот союз был скреплен браком  Микулаша Опавского с племянницей Рудольфа Адельгейдой Габсбург в феврале 1285 года. Несмотря на это, борьбу за Опавское княжество Микулаш проиграл: хотя Кунгута Ростиславна умерла еще в 1285 году, под ее влиянием ее сын, король Чехии и сводный брат Микулаша Вацлав II, счел его права на Опавское княжество неоднозначными и в 1289 году присоединил княжество к землям чешской короны. Частично отомстить своим врагам Микулаш смог 24 августа 1290 года, когда, воспользовавшись мятежом сторонников Завишы из Фалькенштейна, он казнил его под стенами замка Глубока.
В последующие годы Микулаш делал свою карьеру при дворе Вацлава II в Праге, благодаря чему добился должности маршала (до 1294 года). Вацлав II к этому времени также получил польскую корону, и в 1294 или 1295 году он назначил своего сводного брата старостой Кракова, а затем также ненадолго и Великой Польши.
После смерти в 1306 году своего племянника, короля Вацлава III, Микулаш попытался вернуть себе Опавское княжество. Местная знать поначалу приняла его, но затем восстала против него в 1308 году и изгнала. Восстание опавской знати, вероятно, было связано с нежеланием Габсбургов сражаться за чешскую корону после смерти короля Рудольфа I. Новый чешский король Генрих Хорутанский в том же 1308 году передал Опавское княжество легницкому князю Болеславу III, женатому на сестре Вацлава III Маркете. Последняя надежда Микулаша вернуть свое княжество рухнула в 1311 году, когда он выделил чешскому королю Иоганну Люксембургскому ссуду в размере 8000 гривен для выкупа Опавского княжества у Болеслава III Легницкого, но чешский король оставил Опаву себе, а Микулашу в качестве компенсации выделил замок Плумлов в Южной Моравии.
Князь Микулаш Опавский скончался 25 июля 1318 года и был похоронен в церкви святых Иоанна Крестителя и Иоанна Богослова в Брно.

## Семья и дети
Около 8 февраля 1285 года Микулаш Опавский женился на Адельгейде Габсбург, племяннице германского короля Рудольфа I. Происхождение Адельгейды и ее родители не установлены. У них было трое детей:
- Микулаш II (1288 — 8 декабря 1365), князь Ратиборско-опавский
- Вацлав (ок. 1290 — 1367), каноник в Праге и Оломоуце
- Ян (ок. 1300 — 1325)